# Guerre des Farrapos
 (avril 2024).
Si vous disposez d'ouvrages ou d'articles de référence ou si vous connaissez des sites web de qualité traitant du thème abordé ici, merci de compléter l'article en donnant les références utiles à sa vérifiabilité et en les liant à la section « Notes et références ».
La guerre des Farrapos, aussi connu sous le nom de révolution Farroupilha, est un mouvement de rébellion glorifié par les historiens et dirigeants gaúchos (habitants de l'État du Rio Grande do Sul). Cela est tellement vrai, que le palais Piratini, centre du gouvernement de l'État, doit encore son nom à la ville de Piratini qui fut la capitale de la République Riograndense instaurée dans la Province de São Pedro do Rio Grande do Sul de l'époque. Cette guerre a duré de 1835 à 1845.
La dénomination Farroupilhas ou Farrapos, donnée aux participants de ce mouvement, a un sens péjoratif évident venant de leurs adversaires qui se moquaient de leurs vêtements usagés (farrapos, signifie « loques » en portugais ; le farroupilha est donc le loqueteux). Elle a un peu la même connotation que celle de « sans-culotte ».

## Genèse du conflit

Drapeau des Farrapos.

L'actuel Rio Grande do Sul était constamment sujet à des conflits, dont les invasions espagnoles au cours des guerres hispano-portugaises de 1735-1737 et surtout de 1762-1763. Durant ces affrontements avec les Espagnols, les habitants de la région du Rio de la Plata, les bandeirantes et les Indigènes, étaient motivés par la possession de la terre et du bétail abandonnés par les Jésuites quand leurs Missions furent détruites par les bandeirantes à la recherche d'esclaves amérindiens. Vivant libre dans la pampa, ce bétail se reproduisait sans contrainte et redevint sauvage. Qui s'en approprierait le contrôle pourrait se constituer un énorme troupeau et gagner énormément d'argent en vendant de la viande salée et séchée et du cuir. Le cuir était exporté vers l'Europe et la viande était déjà destinée au marché intérieur. Les salaisons de viande et leur vente devint l'activité la plus lucrative depuis la découverte de l'or dans la région Centre-Ouest.
L'élevage ne demandait pas de gros investissements, sauf ceux pour entretenir les milices qui assuraient la garantie de la propriété de la terre. Pour installer une salaison, il fallait de la main d'œuvre esclave et un capital pour se procurer les matières premières et le sel importé de Setúbal, au Portugal, ou de Cadix, en Espagne. Au début du XIXe siècle, le Rio Grande do Sul avait déjà défini son profil de base : une économie marchande d'approvisionnement du marché intérieur brésilien et une société militarisée qui se forgeait dans les luttes continuelles avec les Espagnols.
Coexistant avec les grandes propriétés terriennes d'élevage (estâncias), l'arrivée de familles açoriennes à la fin du XVIIIe siècle déboucha sur la création de petites et moyennes exploitations rurales qui passèrent de la production pour la consommation locale à l'exportation de blé. Dans ces exploitations comme dans les salaisons, l'usage du travail esclave était de mise. Celui-ci n'existait pas dans les estâncias où les travailleurs ruraux devaient se servir d'armes pour mieux s'opposer aux voleurs de bétail qui venaient du Rio de la Plata, de São Paulo et même des environs gaúchos. Il aurait été imprudent de fournir des armes aux esclaves qui les auraient certainement retournées contre leurs propriétaires.

## Franc-maçonnerie
La province méridionale devint un foyer de mécontentement contre le gouvernement de Régence. La création de sociétés secrètes et de partis politiques aggravait encore plus cette situation.
En 1832, Luís José dos Reis Alpoim fonda le Parti Farroupilha, réunissant des libéraux exaltés, et même des défenseurs des idées républicaines.
La République était appuyée par la propagande que lui faisaient les sociétés secrètes organisées par la franc-maçonnerie. Le franc-maçon Francisco Xavier Pereira fut envoyé par la Loge du Grand Orient de la ville de Rio de Janeiro pour organiser les loges maçonniques. Pour échapper au contrôle des autorités, elles fonctionnaient comme des sociétés littéraires, la principale d'entre elles étant Filantropia e Liberdade. Dans d'autres villes gaúchas - Rio Pardo, Pelotas, Rio Grande et Jaguarão - elles avaient pour nom Sociedade Defensora da Liberdade e Independência Nacional. L'influence de la franc-maçonnerie était très forte à travers des journaux tels que Continentino, des représentations théâtrales, des débats publics propageant les idées républicaines, fédéralistes et de résistance au pouvoir central de Rio.

## Contexte économique
Dans ce contexte, la politique tributaire de l'Empire répondait aux intérêts des exportateurs agricoles qui attelaient à leur projet l'ensemble du pays, par le biais du contrôle strict des provinces par le pouvoir central. Une telle pratique politique favorisa le développement de fortes oppositions des oligarchies provinciales qui se voyaient éloignées des pôles de décisions de l'Empire.
De la sorte, cherchant à faire baisser le prix des salaisons, le pouvoir diminua les taxes sur les produits importés, ce qui finit par favoriser le commerce de la viande du Rio de la Plata sur le marché brésilien à un prix inférieur à celui de la marchandise gaúcha. En même temps, les taxes douanières sur l'exportation de la viande locale et l'importation du sel restaient maintenues à un niveau élevé. Ces décisions de l'administration centrale portaient préjudice économiquement aux estancieiros et aux producteurs de salaisons gaúchos qui voulaient précisément l'inverse, la baisse des taxes sur le sel importé et l'établissement d'un protectionnisme douanier contre la viande des pays voisins. La détermination du taux des impôts par la Cour était un autre point de friction, car la plus grande partie de la richesse de la province allait à la Couronne.
Ainsi augmenta l'opposition au contrôle croissant exercé par le pouvoir central sur la vie économique et politique du Rio Grande do Sul, opposition qui finit par exploser lors de la révolution Farroupilha.
Les événements se précipitèrent quand Antônio Rodrigues Fernandes Braga, alors gouverneur de la province, et Sebastião Barreto Pereira Pinto, commandant des Armes provinciales, entrèrent en conflit avec l'opposition en dénonçant l'existence d'un projet pour séparer la province du reste du Brésil. Cette accusation fut faite contre plusieurs députés présents à l'Assemblée Provinciale, où se trouvait Pereira Pinto pour proposer la création d'un impôt supplémentaire nécessaire à la création d'un corps spécial de police. C'était le 20 avril 1835 et un des accusés était Bento Gonçalves da Silva, colonel commandant des forces militaires de la frontière, et riche propriétaire d’estâncias dans le Rio Grande do Sul et en Uruguay.
Face à cette conjoncture, les Farroupilhas, les monarchistes modérés et les républicains modérés s'unirent, mais aussi parce que se succédaient des actes de violence pratiqués par Pedro Chaves, chef de la Police et frère du président de la province. Ces trois courants libéraux voulaient en finir avec l'exploitation dont le Rio Grande do Sul se sentait victime, en corrigeant les injustices, par le contrôle du pouvoir exécutif, l'augmentation des prérogatives du législatif et par une plus large autonomie de la province.

## La guerre
Les actions armées commencèrent le 19 septembre 1835, quand les troupes farroupilhas commandées par Onofre Pires et José Gomes de Vasconcelos Jardim envahirent Porto Alegre.  Le jour suivant, la ville tomba entièrement aux mains des rebelles. Le président Braga, sans troupes légalistes pour le défendre, s'enfuit pour la ville de Rio Grande. La Garde nationale qui se trouvait dans la ville se joignit aux insurgés.
Le 21 septembre, Bento Gonçalves, à la tête de son contingent vêtu de jaune et de rouge, entra triomphalement à Porto Alegre. La Chambre Municipale confia le pouvoir provincial à Marciano Pereira Ribeiro, chef du Parti Farroupilha.
Un peu moins de quinze mois plus tard, presque toute la province était sous le contrôle des Farroupilhas. Après les victoires des batailles de Rio Pardo et Capela do Erval, tout l'État était dominé par les rebelles.
Le gouvernement central, alors dirigé par Diogo Antônio Feijó, adopta une politique de conciliation en nommant José de Araújo Ribeiro, cousin du Colonel Bento Manuel Ribeiro, autre chef farroupilha, pour gouverner la province. Les Farroupilhas n'acceptèrent pas cette offre conciliatrice et empêchèrent l'installation de Araújo Ribeiro qui se retira à Rio Grande. Ce fut finalement sous l'autorité de la Chambre Municipale qu'il assuma sa fonction le 15 janvier 1836. Ce fait entraîna l'adhésion de Bento Manuel Ribeiro aux légalistes.
Les Farrapos obtinrent plusieurs victoires, à Passo de Lageado, Passo dos Negros et Moscardas, et conquirent Pelotas. Cependant, ils perdirent Porto Alegre et furent vaincus à Itapuã, dans le passage entre la Lagoa dos Patos et le rio Guaíba, par l'escadre impériale commandée par le mercenaire anglais John Grenfell.
Lors de la prise de Porto Alegre, les légalistes expulsèrent de la province plus de 200 personnes et obligèrent 36 dirigeants farroupilhas à défiler de par les rues de la cité, sous une pluie fine, jusqu'au quai d'embarquement du port. Cet épisode reste connu sous le nom de Procissão dos 36 Anjinhos.
Les combats se poursuivirent dans les environs, où le colonel Antônio de Sousa Neto obtint une victoire à Seival, après un sanglant corps à corps. Après cette victoire, les rebelles décidèrent de se donner une organisation politico-administrative qui leur permette de lutter d'égal à égal avec l'empire du Brésil, et de ne plus être seulement reconnus comme une bande d'anarchistes. Il était aussi nécessaire d'avoir un drapeau pour pouvoir traiter avec les pays voisins au même niveau de souveraineté et d'indépendance. Sousa Neto décida que cette decision devait être prise sans même consulter Bento Gonçalves qui était monarchiste. Le 11 septembre 1836, il proclama la République Riograndense devant ses troupes assemblées.

## La République riograndense
Cherchant des bases d'appui au mouvement dans d'autres territoires, les Farrapos présentèrent leur Manifeste du 29 août 1838, adressé aux dites « nations civilisées » auprès desquelles ils cherchaient à présenter les motivations qui les avaient amené à la rupture avec l'empire du Brésil pour construire un État républicain. Accusés d'avoir projeté le conflit dans l'objectif de mettre en place une république souveraine dans le Rio Grande do Sul, le Manifeste chercha au contraire à démontrer qu'il n'y avait pas d'antériorité séparatiste au mouvement en vue d'instaurer un régime républicain.
Le paragraphe premier du Manifeste légitimait les actions effectuées par les Farrapos, du moment qu'ils avaient pour objectif essentiel la reconquête d'une liberté originelle face au pouvoir despotique exercé par la Cour de Rio de Janeiro. La défense de cette souveraineté menacée par le despotisme de la Cour justifiait les actes de rébellion et d'affrontement menés par les Farrapos, dont la source théorique est clairement issue des écrits de l'Anglais John Locke. La souveraineté de la toute jeune république serait assurée, sur le plan économique, par sa propre gestion des richesses naturelles du Rio Grande do Sul qui lui garantissaient les ressources nécessaires pour le plein fonctionnement de le nouvel appareil d'État.
La séparation d'avec le Brésil se basait sur les concepts du Code des Nations, se présentant comme le résultat d'un processus conscient et mûrement réfléchi, fruit de conflits existant face au pouvoir central. La critique faite à l'Administration centrale a pour origine un aspect indiqué comme commun à l'ensemble des provinces qui formaient l'empire du Brésil  : déficit public, impôts abusifs, dettes publiques élevées et accords commerciaux  qui ne tenaient pas en compte des intérêts des oligarchies régionales, parmi d'autres points énumérés dans le Manifeste. De cette manière, la teneur du document cherchait à montrer que le conflit ne devait pas être vu comme un problème de caractère régional, mais bien comme un fait de dimension nationale car la politique centralisatrice adoptée par la Cour liait toutes les provinces à ses intérêts particuliers.
Le contrôle des charges administratives dans les provinces, dont les nominations étaient faites par la Cour, lui garantissait un appui certain pour toutes les décisions prises ou à prendre, sans considérer les impacts négatifs sur les intérêts locaux. À cela, s'ajoutait le contrôle du pouvoir judiciaire, empêchant toute velléité d'autonomie locale.
Piratini fut proclamée capitale de la nouvelle république, ce à quoi elle doit son second nom de république de Piratini.
Victoires et défaites continuèrent à se produire d'un camp à l'autre, des républicains aux légalistes, toujours dirigés par Bento Manuel Ribeiro. Avec l'aide la flottille commandée par Grenfell, les troupes de Ribeiro obtinrent une victoire importante sur l'île de Fanfa, sur le Rio Jacuí. Lors de ce combat, Bento Gonçalves fut fait prisonnier et envoyé à Rio de Janeiro. Dans la même action furent aussi capturés les chefs farroupilhas Onofre Pires, Tito Lívio Zambecari et Pedro Boticário.
Les Farroupilhas s'affaiblirent un peu plus avec la proclamation de la République, parce que beaucoup de Chimangos (libéraux modérés) abandonnèrent le mouvement et passèrent du côté légaliste. Ce fut le cas de Manoel Luís Osório.
Cependant, la situation se modifia en 1837. Pressé par la Chambre des Députés de Rio de Janeiro, le Régent Feijó décida de combattre plus durement la révolution. Il nomma le brigadier Antero de Brito président et commandant militaire de la province et ordonna une forte persécution des rebelles. Les prisons se remplirent plus que de raison ; des notables sympathisants des Farroupilhas furent expulsées de la capitale de l'État ; des fonctionnaires nommés par le gouvernement précédent furent démis. Devant cette impopularité qui entachait jusqu'à la réputation de Bento Manuel Ribeiro, de nombreuses défections se produisirent dans les forces impériales, jusqu'à celle de leur chef. De plus, Bento Gonçalves qui avait été déplacé pour le Fort de São Marcelo, à Salvador, avait réussi à s'échapper avec l'aide la maçonnerie et assura la présidence de la république de Piratini, qui possédait désormais son hymne, son drapeau et ses armoiries.
Dans ce contexte de victoires plus nombreuses que de défaites, Giuseppe Garibaldi et David José Martins Canabarro envahirent le Santa Catarina et créèrent la République Juliana ou République Catarinense en 1839. Garibaldi, Italien, était membre des Carbonari, la société secrète impliquée avec succès dans l'unification de l'Italie. La même année, au même endroit, Garibaldi rencontra le grand amour de sa vie. Elle s'appelait Ana Maria de Jesus Ribeiro, et passa à la postérité sous le nom d'Anita Garibaldi.
La conquête de Laguna donna aux Farrapos un port pour l'importation du matériel nécessaire à la continuation de la lutte contre les forces légales qui gardaient Porto Alegre sous leur contrôle.

## Le déclin
La succession des échecs amena Pedro de Araújo Lima à porter une meilleure attention au conflit du Sud. Il envoya une puissante escadre de vingt-deux navires pour Santa Catarina, qui détruisit la flotte des Farrapos dans le port de Laguna en 1839. Ces faits marquèrent le déclin des Farroupilhas qui s'engagèrent dès lors dans une guerre défensive. Leurs capitales changèrent au gré de l'avancée des troupes impériales : Piratini, Caçapava, Alegrete, Bagé et São Borja.

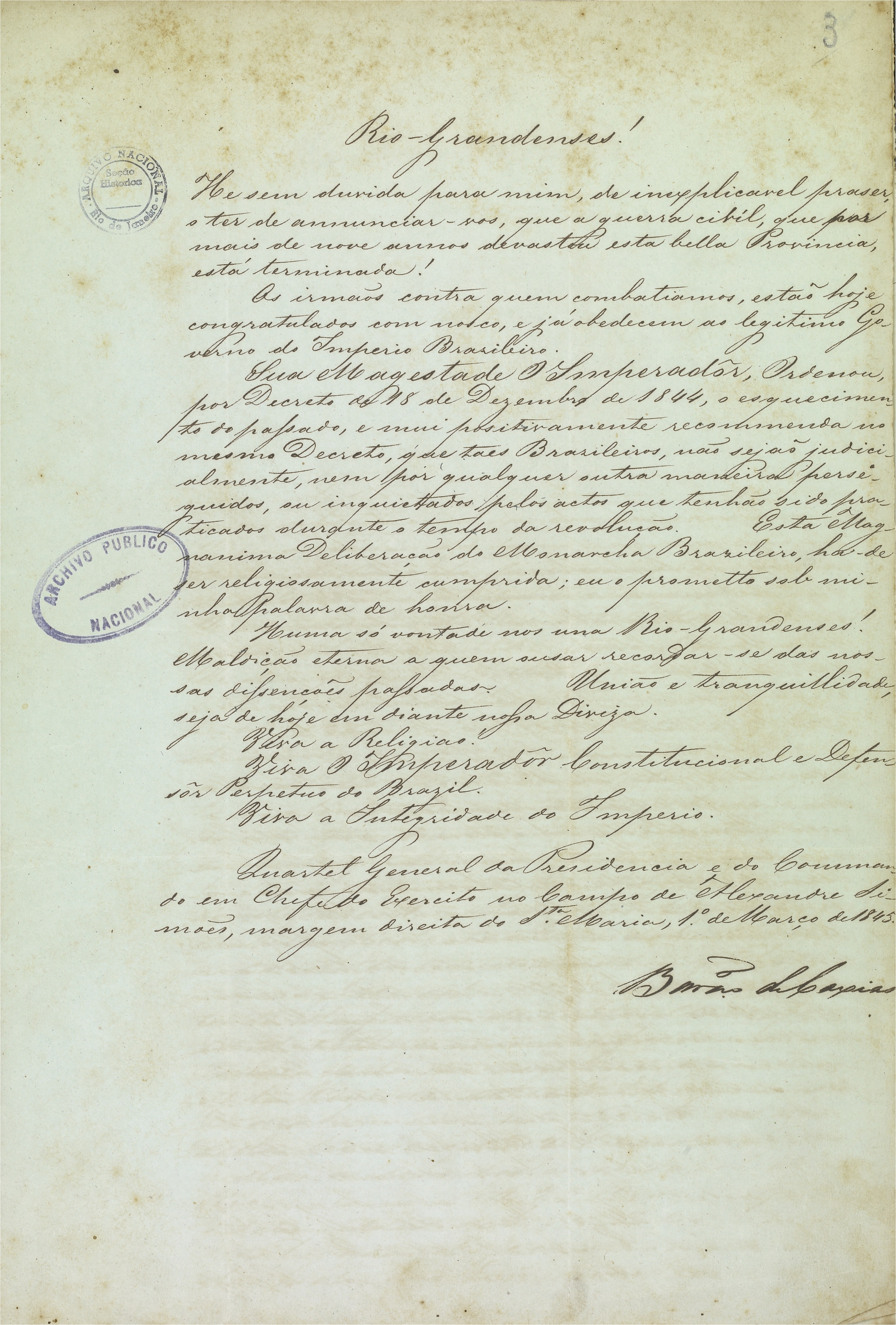
Déclaration du Baron de Caxias annonçant la fin de la Révolution Farroupilha, en 1845. Document des Archives Nationales du Brésil.

La prise de pouvoir de Dom Pedro II à sa majorité, suivi de la concession d'amnistie entama un mouvement de défection parmi les Farroupilhas. L'écrasante supériorité des Impériaux — en hommes et en ressources — commença à influer sur l'enchaînement de défaites des Farrapos. Bien qu'ils reçussent une aide militaire de Fructuoso Rivera, le Caudillo argentin, les Farrapos manquaient toujours plus de chevaux, d'armes, de munitions, de vivres et d'hommes.
En novembre 1842, Luís Alves de Lima e Silva, alors baron de Caxias, fut nommé commandant des Armes et président de la province du Rio Grande de São Pedro. L'armée farroupilha, qui, à son apogée, possédait 3 300 hommes, se trouva réduite à 1.000 combattants. Jusqu'en 1845, elle en perdit encore plus par l'action d'Alves de Lima : 100 à la bataille de Poncho Verde, 80 à celle de Botovi et toute son infanterie d'une centaine de Noirs à Porongos. Ce massacre de Noirs répondait aux propositions du gouvernement impérial qui ne voulait pas les inclure dans l'amnistie offerte. Le chef Davi Canabarro avait facilité l'affaire en les faisant tous désarmer la veille sous le prétexte qu'ils auraient pu se révolter.
La succession des déroutes stimula les rivalités entre les Farroupilhas, y compris contre le propre Bento Gonçalves, accusé d'être dictateur et corrompu, et d'avoir commandité le meurtre d'un opposant politique.

## La paix
Les négociations de paix culminèrent lors de la signature de la paix de Poncho Verde, le 28 février 1845. La vraie paix honorable pour les Farroupilhas, sans réelles conditions de supporter encore une lutte qui durait depuis dix années, la position conciliatrice du gouvernement impérial s'explique par la conjoncture existante dans la région du Rio de la Plata.
Dans la République des Provinces Unies - l'actuelle Argentine - il y avait le gouvernement de Juan Manuel de Rosas (1835-1852), qui projetait une fédération d'États sous l'hégémonie de Buenos Aires. Pour atteindre ses objectifs, il intriguait à la déstabilisation de la région et contribua à la victoire de Manuel Oribe à la présidence de l'Uruguay.
Pour assurer la sécurité des frontières, l'empire du Brésil devait en finir avec cette guerre et satisfaire aux conditions des insurgés farrapos ou Farroupilhas.